# メンテモ
株式会社メンテモ (英語: Mentemo Inc.) は山梨県甲府市に本社を置く、自動車整備・修理におけるWebサービスの開発・運営事業などを行う会社。
「クルマの未来を、みんなで創る」をミッションに掲げ、車の整備・修理を必要とする顧客へ、鈑金塗装・整備工場を繋ぐ予約サービスを提供している。

## 概要
2017年に創業後、株式会社Ceremonyへ社名・事業内容を変更。その後現在の株式会社メンテモへ至る。
「クルマの未来を、みんなで創る」というミッションの元、過去・現在・未来のクルマが30年後も日本の公道を共に走り続ける未来を創ることができるよう、自動車に関わるあらゆる事業者、自動車オーナー、ユーザーの協力の元、「メンテモ」の開発・運営をする。

## 沿革
- 2017年 - 東京都渋谷区にて創業
- 2018年 - とくめいチャットアプリ「NYAGO」リリース。公開から1週間で1万ユーザーを突破も、運用面の課題感が強くサービス停止
- 2019年 - 創業チームの解散。若月のみが残ることとなり、社名を「株式会社Ceremony」へと変更。
- 2020年 - 拠点を山梨県甲府市に移転、メンテモ事業へピボット。
- 2021年 - メンテモを正式リリース。同時に社名を「株式会社メンテモ」へと変更。[1][2][3][4][5][6][7][8]
- 2022年 - 一部地域を除く関東全域にエリアを拡大。加盟事業者数100を突破。加盟事業者を鈑金塗装工場のみならず、整備工場やSS(ガソリンスタンド)へと展開。